# Giro d'Italia de 1976
Giro d'Italia 1976 foi a quinquagésima nona edição da prova ciclística Giro d'Italia (Corsa Rosa), realizada entre os dias 21 de maio e 12 de junho de 1976.
A competição foi realizada em 22 etapas com um total de 4.162 km.
O vencedor foi o ciclista italiano Felice Gimondi. Largaram 120 ciclistas, e o vencedor conclui a prova com a velocidade média de 34,692 km/h.